# Список административных округов Пруссии

Данный список содержит перечень всех административных округов Пруссии, когда-либо существовавших в этом государстве. Окружное деление в Пруссии было введено указом от 30 апреля 1815 года и имело целью, в том числе, административное упорядочивание новых территорий, полученных в результате решений Венского конгресса. На территории некоторых старых прусских провинций округа, однако, были созданы уже годами ранее. В послевоенное время многие из прусских округов продолжали существовавть как административные единицы вновь созданных земель на западных оккупационных зонах, а затем и в ФРГ. Несколько округов продолжают существовать и по сей день в современной Германии.

## Список округов
| Округ                  | Прусская провинция                   | с    | по   | Примечание                                                          |
| ---------------------- | ------------------------------------ | ---- | ---- | ------------------------------------------------------------------- |
| Ахен                   | Рейнская провинция                   | 1816 | 1972 | После 1945 существовал в ФРГ; затем разделён между другими округами |
| Алленштайн             | Восточная Пруссия                    | 1905 | 1945 | После 1945 остался вне границ Германии                              |
| Арнсберг               | Вестфалия                            | 1815 |      | После 1945 продолжил существование в ФРГ; существует поныне         |
| Аурих                  | Ганновер                             | 1885 | 1978 | После 1945 продолжил существование в ФРГ; был упразднён             |
| Берлин                 | Бранденбург                          | 1816 | 1821 | Разделён между другими округами                                     |
| Бреслау                | Силезия (Нижняя Силезия)             | 1813 | 1945 | После 1945 остался вне границ Германии                              |
| Бромберг               | Позен                                | 1815 | 1919 | После 1920 остался вне границ Германии                              |
| Висбаден               | Гессен-Нассау                        | 1867 | 1968 | Продолжил существование в ФРГ, пока не был упразднён                |
| Ганновер               | Ганновер                             | 1885 | 2004 | Существовал в ФРГ до упразднения округов в Нижней Саксонии          |
| Гольштейн              | Шлезвиг-Гольштейн                    | 1867 | 1868 | Объединён с округом Шлезвиг                                         |
| Гумбиннен              | Восточная Пруссия                    | 1808 | 1945 | После 1945 остался вне границ Германии                              |
| Данциг                 | Западная Пруссия                     | 1815 | 1919 | После 1920 остался вне границ Германии                              |
| Дюссельдорф            | Рейнская провинция                   | 1816 |      | Продолжил существование в ФРГ                                       |
| Западная Пруссия       | Восточная Пруссия                    | 1922 | 1939 | Разделён между другими округами                                     |
| Зигмаринген            | Земли Гогенцоллернов                 | 1850 | 1947 | Окружное деление в земле Вюртемберг-Гогенцоллерн упразднено         |
| Кассель                | Гессен-Нассау                        | 1868 |      | Продолжил существование в ФРГ                                       |
| Каттовиц               | Силезия (Верхняя Силезия)            | 1939 | 1945 | После 1945 остался вне границ Германии                              |
| Кёльн                  | Рейнская провинция (Юлих-Клеве-Берг) | 1816 |      | Продолжил существование в ФРГ                                       |
| Кёнигсберг             | Восточная Пруссия                    | 1808 | 1945 | После 1945 остался вне границ Германии                              |
| Кёслин                 | Померания                            | 1816 | 1945 | После 1945 остался вне границ Германии                              |
| Клеве                  | Юлих-Клеве-Берг                      | 1815 | 1822 | Включён в состав округа Дюссельдорф                                 |
| Кобленц                | Рейнская провинция (Нижний Рейн)     | 1816 | 1999 | Продолжил существование в ФРГ; упразднён                            |
| Лигниц                 | Силезия (Нижняя Силезия)             | 1813 | 1945 | После 1945 остался вне границ Германии                              |
| Люнебург               | Ганновер                             | 1885 | 2004 | Существовал в ФРГ до упразднения округов в Нижней Саксонии          |
| Магдебург              | Саксония (Магдебург)                 | 1816 | 1952 | Ликвидирован в ГДР с упразднением земель                            |
| Мариенвердер           | Западная Пруссия                     | 1815 | 1920 | После 1920 остался вне границ Германии                              |
| Мерзебург              | Саксония (Галле-Мерзебург)           | 1816 | 1944 | Упразднён в связи с созданием провинции Халле-Мерзебург             |
| Минден                 | Вестфалия                            | 1816 | 1947 | Существовал в ФРГ; разделён между другими округами                  |
| Мюнстер                | Вестфалия                            | 1816 |      | Продолжил существование в ФРГ                                       |
| Оппельн                | Силезия (Верхняя Силезия)            | 1813 | 1945 | После 1945 остался вне границ Германии                              |
| Оснабрюк               | Ганновер                             | 1885 | 1978 | Существовал в ФРГ; разделён между другими округами                  |
| Позен                  | Позен                                | 1815 | 1919 | После 1920 остался вне границ Германии                              |
| Позен-Западная Пруссия | Померания                            | 1938 | 1945 | После 1945 остался вне границ Германии                              |
| Потсдам                | Бранденбург                          | 1815 | 1945 | Окружное деление ликвидировано в советской зоне оккупации           |
| Райхенбах              | Силезия                              | 1815 | 1820 | Разделён между другими округами                                     |
| Трир                   | Рейнская провинция (Нижний Рейн)     | 1816 | 1999 | Существовал в ФРГ; упразднён                                        |
| Франкфурт              | Бранденбург                          | 1815 | 1945 | После 1945 остался вне границ Германии                              |
| Хильдесхайм            | Ганновер                             | 1885 | 1978 | Существовал в ФРГ; разделён между другими округами                  |
| Цихинау                | Восточная Пруссия                    | 1939 | 1945 | После 1945 остался вне границ Германии                              |
| Шлезвиг                | Шлезвиг-Гольштейн                    | 1867 | 1946 | Окружное деление в земле Шлезвиг-Гольштейн ликвидировано            |
| Шнайдемюль             | Позен-Западная Пруссия               | 1922 | 1945 | После 1945 остался вне границ Германии                              |
| Штаде                  | Ганновер                             | 1885 | 1978 | Присоединён к округу Люнебург                                       |
| Штеттин                | Померания                            | 1808 | 1945 | После 1945 остался вне границ Германии                              |
| Штральзунд             | Померания                            | 1818 | 1932 | Присоединён к округу Штеттин                                        |
| Эрфурт                 | Саксония                             | 1816 | 1945 | Окружное деление ликвидировано в советской зоне оккупации           |